# محمد خان القاجاري
آغَا مُحَمَّد خَان بنُ مُحَمَّد حَسَن بَهَادُر قُلِي خَان بنِ فَتحعَلِي خَان بنِ شَاهقُلِي خَان قُوَانلُو اسكَندَرلُو قَاجَار (بالفارسية: آقَامُحمَّدخَان بن مُحمَّدحسَن بَهَادُرقُلی خَان بن فَتحعَلی بن شَاهقُلی خَان قَاجَار قوانلُو اسکندرلُو) (7 مُحرَّم 1155هـ - 21 ذو الحجَّة 1211هـ المُوافق فيه 14 آذار (مارس) 1742م - 17 حزيران (يونيو) 1797م) الشهير اختصارًا بِـ«آغا محمد خان» (بالفارسية: آقامحمد خان) أو اسمه الملكي «آغا محمد شاه» (بالفارسية: آقامحمد شاه) هو مؤسِّس الدَّولة القاجاريَّة قاد حملات عسكريَّة وهجمات مُتكرِّرة انتهت بِتوحيد الديار الإيرانيَّة تحت حُكم الشاهانيَّة القاجاريَّة التي حكمت إيران والقوقاز وجنوب طوران طيلة مائة وثلاثين عام إلى أن انقضى أجلها سنة 1925م. وفي عهده نُقلَت العاصمة إلى طهران التي لا تزال عاصمةً للدَّولة الإيرانيَّة حتَّى الوقت الحاضر.

## حياته
هو سيد محمد خان زاده (من مواليد 27 محرم 1155 هـ.ق المصادف 27 خرداد 1121 هـ.ش 17 جون 1742م في منطقة دشت أشرفي على طريق ساري بـناحية جرجان) وكانت مراسم تتوجيه في 15 ربيع الثاني 1195 هـ.ق المصادف فروردين 1161 هـ.ش 21مارس 1782 في ساري وفي النهاية توفي في منطقة شوشا في 21 ذي الحجة 1211هـ.ق المصادف 27اردبهيشت 1177هـ.ش 17ماي 1789م
وهو ابن محمد حسن خان قاجار ابن فتح علي خان ابن شاه قلي خان ابن جانسوزخان وكانت مازندران وبارفروش (بابل من توابع مازندران) مقر حكم محمد حسن خان؛ وكان فتح علي خان قد حكم استر اباد وكانوا هؤلاء من مذهب الشيعة؛ ووصل نادر قلي خان إلى كرسي الملك من بعد أن تخلص من عدوه اللدود فتح علي خان.
ـ

## اصل القاجاريين
لا نملك معلومات صحيحة حول أصل ونسب القاجاريين ولكن على ما يبدوا أنهم كانوا من الأصل الكردي أو التركي وظهروا في إيران من العصر الصفوي؛ وكانوا يدعون إن أصلهم يرجع إلى المغول وفي أواخر القرن التاسع الهجري فرقهم شاه عباس إلى ثلاث أقسام لحراسة الحدود.
فسكنت فرقة في مرو لصد الازبكيين وفرقة في كنجة وايروان والفرقة الأخرى سكنت في قلعة مبارك اباد في استر اباد
وطبقاً لتواجد القاجاريين في نطاق الثقافة والحضارة الإيرانية من الممكن أن نعتبرهم إيرانيين وترجع سيطرة أو قوة النسب القاجاري إلى العصر الصفوي وشاه عباس. وكانوا في البداية يسكنون شمال نهر أراس وسيطروا أكثر في ذلك الوقت بسبب مساعداتهم العظيمة للبلاط الصفوي وثم سكنت طائفة منهم في غرب استر اباد ودشت جرجان ولكي يحول نادر شاه الافشار في فترة حكومته دون وصول محمد خان إلى الحكم، فقد نسب الحكم إلى قادة بخارى الذين كانوا يتصفون بالقوة في بحر برجان ولكي لا يقلق من ظهور الفرقة والاختلاف بين القبائل القاجارية وعدم الاستقرار الداخلي وكان قادة الاشاقاي باشيون يحكمون تحت اشرافهم فتقلوا محمد خان وعلي خان زند هو الذي اخصى محمد خان لانه تزوج من بنت علي خان زند بدون عقد وفي رواية معتبرة فان خصي اقا محمد خان كان على يد عادل شاه خليفة نادر شاه؛ ولهذا السبب يكتب آغا محمد عند ذكر آقا محمد؛ وآغا بالفارسي بمعني مخصي.
ـ

## الوضع في إيران ابان طفولة اقا محمد خان
عندما قُتل نادر وأولاده كان شاهرخ شاه يسعى لكسب السلطة وسلمت قيادة الجيش لمحمد خان لتدبيره وخبرته الطويلة وتم عزل إبراهيم خان بمساعدة حاكم طبس وتولى شاهرخ شاه السلطنة وبعدما استقر شاهرخ شاه قليلا سملت عينيه على يد اعداءه وعلى رأسهم أبو زوجته ولكن قواده الأوفياء قلبوا الحكم لصالحهم واجلسوا الملك الضرير ثانية على كرسي الحكم.

## طفولة آقا محمد خان وصباه
كان قد كتب جان كور: أن محمد خان كان نحيلا وقامته متوسطه وكانت له عينين جذابتين وفم صغير وكل من كان يرى عينيه الجميلتين وشفتيه الرقيقتين كان يتصور بأن الهوى يغلبه ولكن بمجرد أن يرفع الفتى ذو الثلاث عشرة عام قبعته وتقع عين الناظر على جبهته العريضة يتغير رأيه ويعرف أن من له جبين عريض كهذا الفتى لا يتسلط عليه الهوى. وتعلم آقا محمد خان الرماية وركوب الخيل والقراءة والكتابة وحفظ القرآن عند امه جيران خانم والتي كانت من الفضل الرماة في زمانها وكان قائد الاستخبارات أو حامل لواء أبيه ورغم صغر سنه لا يخاف الموت وذو همة عالية.

## كريم خان والقاجار
وبعد مدة أعد محمد حسن خان جيشاً مجهز ومنظم وانشغل بحرب كريم خان. في حروبهم الأولى كان النصر حليف القاجاريين ولكن في نهاية المطاف انهزم واحتز رأسه في ساحة المعركة على يد سبز علي بيك الحاكم السابق لاستر اباد.

## أبناء محمد حسن خان يقعون في الاسر
بدأ اقا محمد خان بمساعدة أخيه حسين قلي خان بعد موت أبيهم بحروب العصابات وأيضا سرق اقا محمد خان خراج ذلك العام مما أدى إلى نشوب الحرب بينه وبين من ارسلهم كريم خان زند ومما أدى إلى القاء القبض عليه واقتيد إلى طهران وعرف كريم خان أنه مخصي (وحسب عرف ذلك الزمن لا يعيرون أهمية لأي مخصي) وأمر أن يترك السلطة ويتوجه إلى أعمال الآخرة.
ونُنقل بعد ذلك إلى شيراز وبقي في الأسر، وكانت هذه ممارسة أو طريقة شائعة لكريم خان لابقاء عدد من كبار القبيلة المعارضة في الأسر حتى لا تثور عليه الناس وفي حالة القيام بأي ثورة سوف يعاقبهم. وتزامناً مع هذا قام حسين علي قلي خان بفوضى عارمة في شمال إيران واقا محمد خان كان يعرف أنه سيؤاخذ من قبل كريم خان وخوفا على نفسه اعتصم في حرم شاه جراغ..وبعد ذلك أنشد كريم خان شعرا لمجالسيه وطلب منهم) معنى الشعر ومن هو صاحب الابيات ولأنهم لم يعرفوا (تذكر، فسأل فكان يعرف).. ومضمون الشعر هو.. هي لعبة خضراء الوجه ضيقة الفم تزيد من طاقة الشاب والعجوز وتهدأ الغضبان وتسيل اللعاب من الأفواه.. وكان صاحب الأبيات هو أبوالمظفر الشأغاني في وصف ماء الشعير

## تأسيس الدولة القاجارية
في يوم وفاة كريم خان سنة 1193 هـ.ق وتحديدا في يوم 13 صفر وبينما كان اقا محمد خان في رياض شيراز وبساتينها منشغلا بالصيد وبمجرد أن اخبرته عمته بموت ملك الزند هرب واوصل نفسه إلى طهران وفي منطقة ورامين ادعى السلطة على كل إيران ثم ذهب إلى ساري واستر اباد وطلب من رؤساء القبائل أن يطيحوا بعرش الزند وعرض نفسه للملك واعتبرت ولايات برجان ومازندران وجيلان تحت الحكم ولغرض سيطرته حارب حتى اخوته وكاد ليودي بحياة أحدهم إلا أنه نجي بواسطة حاجي خان حلال خور وعباس قلي بيك اللاريجاني في بندي واعتبره من أخوته. وجاء إلى ساري وتوج بتاج كان قد صاغه صياغ ساري واعلن مدينة ساري عاصمة له ووضع القضاء والقانون واحتفلوا بعيد النوروز على أكمل وجه!
وبعد أن احتل شمال إيران سيطر على أذربيجان وكرمانشان أيضاً وكانت حكومة الزند في حب ونزاع بين الامراء ولكن في النهاية جلس على كرسي الرئاسة لطف علي خان زند بمساعدة أو بمناصرة الحاج إبراهيم خان كلانتري الشيرازي.
ومن ذلك الوقت ولمدة 15 سنة كان اقا محمد خان يترقب ويتجنب الحرب مع لطف علي خان الذي كان شاباً وشجاعاً ومن أهم هذه الحروب معركة بابا خان من ابن أخ اقا محمد خان في مدينة سميرم وحصار شيراز وبعدها زاد اقا محمد خان من قدرته العسكرية وبمساعدة من إبراهيم خان كلانتري (على حد قول ناصر النجمي انه كان يعتقد أن لطف علي خان مقاتلاً شجاعاً ولكنه غير مناسب للحكم وان محمد خان كان يمتلك القابلية على الحكم ولذا فتح حصون المدينة له بشكل سري) ودخل لدعم جيش اردلان (كردستان) بقيادة خسرو خان اردلان عام 1208 هـ إلى شيراز ومع دخول اقا محمد خان إلى شيراز هرب لطف علي خان إلى كرمان وفي هذه الحروب اظهر لطف علي خان مقاومة قوية منه شخصياً.

## الفاجعة التاريخية لكرمان
تعرض الناس في كرمان إلى العديد من الحروب الغاشمة وإلى الإبادة جماعية وكانت آخر تلك الحروب من اقا محمد خان القاجاري في سنة 1209 هـ.ق والقضية تتعلق الإطاحة بحكومة الزند وسيطرت القاجاريين وفي الحقيقة كان الناس هناك هم ضحية حرب لسلطتين دخيلتيين وهما لطف علي خان زند وهو آخر ما تبقى من دولة أو حكومة الزند (ملكها الأخير) ومع أول مؤسس للدولة القاجارية.
لم تنتهي بعد مراسم دفن كريم خان (1193 هـ.ق) حتى بدأ رؤساء الحكومة في النزاعات من اجل السلطة حتى تسلم لطف علي خان ابن جعفر خان السلطة في عام 1203 هجري قمري وهذه الأعوام الستة التي سيطر أو تسلط فيها لطف علي خان لم له شاغل سوى الحرب مع المخالفين في هذه الفترة أدت النزاعات الداخلية إلى أن رؤساء القاجار في شمال إيران والذين كانوا ذو نفوذ وتسلط لأن يطمعوا في الحكم مما أدى في النهاية إلى انجرار القاجاريين للتجييش في شيراز ومحاصرة آخر ما تبقى من الزند.
تمت محاصرتها شهرين وقد أدت أو تسببت في المواد الغذائية لجنود وخيول القاجاريين فاضطروا الرجوع إلى طهران فجيش لطف علي خان جيشاً إلى كرمان ليسطر عليها ويسد الطريق على القاجار ولكنه لم يوفق فانسحب إلى شيراز وهذا الانكسار السياسي أدى إلى آثار سيئة في داخل النظام الزندي مما جعل البعض من قادة الدولة يفكر بالانقلاب على لطف علي خان.
في نهاية المطاف إنكسر لطف علي خان إثر دخول جيش محمد خان إلى شيراز فهرب إلى كرمان فجلس محمد خان في 1206 هـ.ق في عمارة كلاه فرنكي على العرش وخلال سنتين عدة حروب متفرقه بين هذيين القائدين إلى أن سيطر لطف علي خان فقرر أن ينتهي من الأمر ولهذا أعد جيشاً في صيف العام نفسه وانهزم لطف علي خان وقتل أهل كرمان مقتلة عظيمة واسمل الكثير منهم وقتل منهم آخرين بطريقة مفجعة ويقال أنه أمر أن يبنوا هضبة أو تل من العيون !
ومنهم من احصى عدد الذي اُسملوا ما يقارب 20 الف وقال البعض الآخر انهم 70 الف فاطلق لجيشه أن يفعلوا ما يشاؤوا في المدينة كما أن لطف علي خان الذي كان قد هرب هذه المرة أيضا إلى بم واُسر من قبل حاكمها وسلمه إلى محمد خان فأمر أن تسمل عينيه ثم يقتلوه شر قتلة..وانتهت بهذا دولة أو سلاسة الزنديين.

## انتقال العاصمة إلى طهران والهجوم على جورجيا
بعد أن سيطر محمد خان على جنوب إيران كاملة أعلن طهران عاصمة له واسماها دار الخلافة ومع ان ساري كانت عاصمته لكن حاكم جورجيا بحجة التشابه في الدين تضامن مع الروس وبناء على هذا ارسل محمد خان في أبريل 1795 م رسالة إلى اركالي خان وشرح فيها اخطاء جورجيا طيلة الثمانين عام المنصرمة وهددهم بالحرب فيما لو لم يقطع الوالي علاقته بالروس ويرجع إلى طاعة الحكم الإيراني فلم يجبه اراكالي خان على رسالته واستعد للحرب
هجم محمد خان على جورجيا ومع أنهم قاوموه إلى أنه انتصر عليهم ففر اراكلي خان إلى تفليس (تبليسي) فهجم محمد خان على تبليسي ففر اراكلي خان مع اهله وذويه إلى جورجيا الغربية ففتح محمد خان مدينة تبليسي واعاد وكرر فيها فاجعة كرمان وامر بالقتل والنهب فيها فاغرق الكثير من العلماء في نهر كورا وأسروا خمسة آلاف من أهل المدينة وهدموها
بعد أن نهب محمد خان الأسلحة والذخيرة الحربية التابعة لاركالي خان فخرج من المدينة ليلحق به ولكن ما أن وصله خبر ثورة أهالي شيروان الذين قتلوا واليه مصطفى خان دولو رجع إلى دشت مغان فاعطى حاكم شيروان ولاءه لمحمد خان مما جعله يصرف النظر عن الثأر منهم إلى أنه اتجه إلى طهران مع 15 الف من البنات والبنين الذي اسرهم من أهل المدينة وباعهم هناك إلى الاغنياء كرقيق
و توّج محمد خان في عام 1795 في طهران

## تمدده إلى خراسان وماوراء النهر وابادته للافشاريين
توجه محمد خان بعد تتويجه بعسكر إلى خراسان وقتل شاهرخ ابن نادر شاه افشار والذي كان رجلا طاعنا في السن وكفيف وذلك انتقاما لقتل فتحعلي خان. رئيس القاجار ولأجل أن ينتزع اعترافا من شاهرخ عن مكان المجوهرات الذي جلبه نادر من الهند عذبه عذابا شديدا ومات على اثره وبعد أن اكتشف مكان جواهر نادر شاه فرشها على سفره وتممد فوق الذهب والمجوهرات لشدة عشقه بها وعزم الهجوم على بخارى فاخبروه أنه لا خطر يهدده من جانب الروس
لهذا اطاح بالحكام الذين كانوا ولائهم للروس وحرر مرو واجبر أوزبكان على الانسحاب واتخذ بخارى على أنها تحت الوصاية الإيرانية ولأن تلك الديار لم يخالفوه فلم يؤذيهم وبعد ذلك أمر بارسال مجموعة لتعقب نادر قلي شاهرخ افشارح فتقدموا حتى وصلوا إلى كابل ولكن نادر كان يغير مكان اقامته في جبال الهملايا في أفغانستان وفي نهاية المطاردة اُلقي القبض عليه بواسطة حاكم بلخ الذي دفع 5000 قطعة ذهبية ليقبض عليه وهذا العمل لاستمالة محمد خان بالهدف الأهم ولاطول فترة لوصاية حاكم كابل للهجوم على الهند وضم أفغانستان أيضا إلى حماية الدولة الإيرانية فرجع بعدها إلى ساري وخبأ مقتنياته الذهبية (التي جاء بها نادر شاه في الدولة الافشارية من الهند) في عمارته الشتوية الواقعة خلف مسجد شاه غازي (التي لم يبق لها اثر حاليا..

## الهجوم الروسي على السواحل الغربية لبحر الخزر (بحر قزوين)
في سبتمبر 1796 م كان قد أُرسل الجيش الروسي بقيادة الجنرال كنت والرين زيوف إلى قوات الجنرال كردويج والذي كان قبل ذلك مرسلا إلى دربند واحتل قلعتها واحتل أيضاً قلعتا باكو وتالش وسيطروا على جميع الساحل الغربي لبحر الخزر من مصب نهر كر واترك بعدها دخل الجنرال زيوف إلى جلقه شيروان ومن جانب الساحل دخل دشت مغان (صحراء مغان) وعبر نهر ارس واحتل مجموعة أخرى من الجيش الروسي لنجران لهذا هددت أذربيجان ورشت فاتجه كبير القاجار إلى القفقاز لصدهم ولكنه لم يكن قد وصل بعد حتى توفيت كاترين الثانية حاكمة روسيا آنذاك وحل محلها يل الأول ومع تغيير السياسة ترك الجيش الروسي جميع الأراضي الإيرانية المحتلة ومن ضمنها جرجستان.

## الرجوع إلى قره باغ وترك الحياة
اقا محمد خان الذي اسعده جدا ترك الروس اراضيه وقرر أولا أن يحتل مدينة شوشا في القفقاز واتجه مرة أخرى إلى جرجستان في مارس 1797 م واحتل قلعة شورشي في قره باغ ففر إبراهيم خان جوانشير الحاكم الظالم لقره باغ واستعد ملك القاجار للهجوم على تفليس ولكن ومع أنه لم يمضي على فتح شوشا في قره باغ الأذربيجانية أكثر من 3 أيام حتى قُتل الملك في يوم 21 ذي الحجة 1211 هـ.ق 17 جون 1792 م على يد صادق نهاوندي واثنين آخرين وكان في ذلك الزمان يدفن الكبار في العتبات المقدسة فحملوه إلى النجف ودفن بجوار أول امام للشيعة
قصص من استبداد اقا محمد خان

## اكتشاف انقلاب عسكري
كان محمد خان قاجار مع ولي عهده فتح علي خان يستعد للعرض العسكري بعد أيام من تتويجه.. وإذا باحد الضباط الحاضرين بالغ في تعظيم الشاه واسرّ إليه (ناجاه سرا).
وبعد لحظات تمارض محمد خان ولونه الشاحب كان يدعوا إلى تصديق ادعائه.. فامر أحد الوزراء بصرف الجيش لعدم قدرته على البقاء.
وما ان خلا المجلس حتى أمر بنقل ولي العهد واقربائه إلى غرف أخرى وطلب قائد الحرس (قره شوخاها) وتباحث معه ساعتين كاملتين وكان يدخل ضباطا إلى القاعة بين الحين والاخر من أجل التحقيق وكان فتح علي خان ينتظر أمر عمه في الديوان المجاور
وفي النهاية دعاه إلى عنده واخبره أن الضابط الذي اسرّ إليه اتهم أحد زملاءه الضباط بأن لديه نية لقتل الملك
ـ فدعاه محمد خان واخبره ان من الجيش من كان له نية قتل الملك ـ
وانا قد حققت في هذه الساعتين حتى علمت أن أحدهم (ضابطا) كان له عداوة شخصية مع ضابط آخر فاتهمه بهذا الاتهام والان يا ولد بما أنك ستحكم في يوم ما ما هو التصرف السليم في مثل هذه الحالات؟ فتحمس الشاب بسذاجة وقال:
يجب أن يعاقب المفتري (المدعي) ويكافئ المدعى عليه
قال محمد خان على هذا النحو أنت حكمت بحكم منطقي وسليم من جهة العدالة البشرية ولكنه لا يليق بمقام السلطان ـالذي يملك في خور ـ اخرج وانتظر اوامري.
وبعد ساعة نودي على فتح علي خان ليذهب إلى القاعة التي فيها الشاه فرأى فيها أمرا جمّد الدماء في عروقه من الخوف
رأى فيها عدد من جثث الضباط ولاحظ بينهم المدعي والمدعي عليه وكل الشهود فقال الشاه اني واجهت المدعي والمدعى عليه واختلط علي الأمر.. ولكني رأيت انه ليس من الائق أن يأتي احدا على الشاه وكان قد سمع بوجود مؤامرة بقتل الشاه فلم اجد بدا من قتل كل من جرت رجله إلى هذه المسألة !
(منقول من كتاب اقا محمد خان تأليف امينة باكروان)

## بعض المقولات عن محمد خان
سرجان ملكم: كان محمد خان قاجار يتصرف باحترام ورأفة مع أهل الدين وكان مقدسا في الظاهر وكان دائم الصلاة في منتصف الليل مع كونه مرهقا كان يقوم ويؤدي العبادة. وفي حالة الاستبداد والقسوة يكفيه أنه من اجل أن يخلّف ابن أخيه بابا خان (فتح علي شاه)ويجعله وليا للعهد قتل اخوانه وأبناء عمومته أيضا أو يكفيه أنه بعد القبض على لطف علي خان زند أصبح أهل كرمان كلهم اما قتيلا أو مسملا ! وبدل مدينة كرمان إلى مدينة العميان.. مع أنهم كانوا محسوبين عليه ومن ملته
عبد العظيم رضائي:(مؤلف كتاب ده هزار ساله إيران ـ كتاب تاريخ العشرة الاف سنة لايران)
هو رجل قاسي معقد بسبب اخصاءه وخشن وحقود وسادي ولا يرحم
استاد معين: اقا محمد خان في هجومه على القفقاز أمر بالقتل الجماعي وتخريب الكنائس ودمر جزءا من المدينة
الدكتور مصاحب:أنه كان رجل حقود وفض وغليظ ويحب التسلط وفي قمة الديكتاتورية

## الرجال المعروفين أو المشهورين في زمن ملك اقا محمد خان
ـ مصطفى قلي خان قاجار (أخو محمد خان وقائد جيشه في حروبه المهمة)
ـ علي قلي خان قاجار (أخو محمد خان الذي اسمل عينيه فتح علي شاه)
ـ جعفر قلي خان قاجار (أخو محمد خان الوفي والذي قتل في طهران على يد اخيه !)
ـ مرتضى قلي خان قاجار (أخو محمد خان)
ـ رضا قلي خان (أخو محمد خان ومن طالبي السلطة الذي بائت محاولاته لاكتساب السلطة بالفشل)
ـ حسين قلي خان جهانسوز (أخو محمد خان والذي قتل في عام 1186 عن يناهز 42 عام على اثر خيانة داخلية)
ـ سليمان قلي خان
ـ محمد آقاي قاجار
ـ محمد ولي خان قاجار
ـ محمد حسين خان قاجار (رئيس الجيش)
ـ صادق خان شقاقي (رئيس جيشه في شوشي وقرر بعد أن سمع بخبر وفاته بأن يسعى إلى تسلم السلطة واستغل الجيش ليشن حربا على فتح علي شاه قاجار وجعل قزوين عاصمة له ولكن اصاب أكثر الناس في قزوين ومراغه بمرض الطاعون واصاب عسكره أيضا بذلك المرض ثم اتحد مع كبير اروميه (بيكلربيكي) الذي كان من اتراك الافشار ولكنه في النهاية انهزم ومع أن فتح علي شاه كان قد عفا عنه ولكنه حاول مرة أخرى تجهيز العسكر إلا أنه في هذه المرة نال جزاءه بأشد العقاب)
ـ بابا خان جهانباني (الأبن الأكبر لحسين قلي خان ولأن محمد خان قاجار لم يكن له ولد جعله وليا من بعده وتسلم العرش متسميا باسم فتح علي شاه)
ـ عباس ميرزا (الأبن الأكبر لفتح علي شاه والذي لو كان الجميع معه لما كتبت معاهدة جلستان وتركمانجاي)
ـ فرج اله بيك اشاقه باش (رئيس الجيش)
ـ شيخ جعفر تنكباني (قارئ محمد خان الخاص)
ـ أبو الفتح خان
ـ ميرزا محمد خان دولو (حاكم طهران، كان طماعا ومادي ويطمع بالسلطة ولهذا يتصرف كالأطفال)
ـ ميرزا شفيع صدر أعظم (الاصدر الأعظم والوالي الأسبق لولايات العراق ـ وعراق ذلك الوقت تنسب إلى اصفهان وكاشان وملاير وبروجرد)
ـ عبد الرحمن خان شيرازي (حاكم شهر رضا وسميرم والذي تمكن في حرب سميرم ضد لطف علي خان الزندي أن يفرق جيشه وكان مؤيدا من بابا خان جهانباني ـ فتح علي شاه ـ فأعطي ملك آباده وارقو)
ـ حاج إبراهيم خان كلانتري شيرازي (حاكم شيراز، وفضل أن يبقى في خدمة آقا محمد خان ومع أنه هو الذي اوصل لطف علي خان لمركزه وجزاء لخدمته اعطوه حكومة شيراز ولكنه أصبح خائنا في النهاية ومكّن محمد خان من السلطة وهو الذي مهد لتسلط فتح علي شاه وقتل في نهاية الامر على يده)
ـ نجف قلي خان بيقليربيكي (حاكم تبريز وهو الذي حاصر تبريز حصارا شديدا وتوفي عام 1199)
ـ شاهرخ افشار (من احفاد نادر وأب كلرخ ونادر ميرزا افشان وكان اعمى وتوفي عام 1209 في مازندران وآثار الشيخوخة والتعب والانهاك واضحة عليه وهو يبحث عن الكنوز)
ـ نادر ميرزاي افشاري (بعد أن سرق المجوهرات النادرية ذهب إلى هرات ومن هناك إلى كابل وادّعى السلطة فقتله فتح علي شاه وقضى على كل أقاربه وبنيه حتى يبرد حقده الدفين عليه لخيانته جده سنين عديدة)
ـ جهانكير سيستاني(الخائن لملك الزندية وهو الذي رغّب لطف علي خان بالبقاء في كرمان وفي النهاية سلم لطف علي خان في طريق دارزين إلى كرمان لرسول القاجاريين)
ـ محمد علي خان سيستاني (أخو جهانكير وحاكم منطقتي بم ووكيل آباد)
ـ امير كونه خان زعفرانلو (حاكم قوشان ومن مؤيدي القاجاريين)
ـ إبراهيم خان شادلو (حاكم اسفراين ومن مؤيدي القاجاريين)
ـ جعفر خان بيات (حاكم نيشابور ومن مؤيدي القاجاريين)
ـ بيرام علي خان (حاكم مرو والذي قتل في هجوم الأوزبكيين)
ـ حاج شيخ مهدي (من خدام ضريح الامام الرضا ـ ع ـ ومن مشاوري شاهرخ)
ـ شاه مرادبك جان (القائد شاه سعيد خان في معركة مرو الأوزبكية في مرو)
ـ شاه زمان (حاكم أفغانستان في كابل وبلخ ـ علما بأن أفغانستان في ذلك الزمان لها حكم ذاتي)
ـ هرقل أو هراكليوس (امير جورجيا والذي دخل تحت الوصاية الروسية وكان من المحرضين على دخول محمد خان للقوقاز)
ـ إبراهيم خان جانشير (حاكم شوشي وقراباغ والذي كان غير مستعدا لاطاعة اقا محمد خان وكان متحملا لأعباء حكومة قراباغ وكان يجل العلماء وكان بلاطه الكثير من العلماء)
ـ ملا بنا واقف (الشاعر الحر الآذري والتي كانت اشعاره العرفانية معروفة في القوقاز وكان في زمن هجوم اقا محمد خان على القوقاز يحارب إلى جانب إبراهيم خليل خان رجل المقاومة)
ـ مصطفى خان طالشي (حاكم طالش والذي لا يقدم الجباية ـ الضرائب ـ إلى اقا محمد خان ومثل كثير من حكام ذلك الزمان في عهد كريم خان كانوا يتملكون الضرائب من الناس لانفسهم)
- هـ. ش: بمعني التقويم الهجري الشمسي المعتمد في بلاد فارس
- هـ. ق: بمعنى التقويم الهجري القمري المعتمد في في البلاد العربية